# Landkanton Quedlinburg
Der Landkanton Quedlinburg bestand von 1807 bis 1813 im Distrikt Blankenburg im Departement der Saale im Königreich Westphalen und wurde durch das Königliche Decret vom 24. Dezember 1807 gebildet. Er hatte 5180 Einwohner.

## Gemeinden
- Ditfurt
- Neinstedt
- Suderode
- Thale und Blechhütte
- Warnstedt
- Westerhausen
- Westerleben